# Végh György
Végh György (Áporka, 1919. augusztus 31. – Budapest, 1982. szeptember 7.) magyar költő, író, műfordító. A nyugatosok egyik szinte elfeledett tagja.

## Élete
Budapesten érettségizett a Tavaszmező utcai gimnáziumban. A Gaál Béla Filmiskolában folytatta tanulmányait.
A Szép Szónál ismerkedett meg Horváth Béla költővel, az ő közvetítésével jelent meg nyomtatásban első verse a Pesti Naplóban. Just Béla segítségével került a Vigilia írói közé.
1941-ben jelent meg első verseskötete: a Havas éjszakák (Budapest). Ezek után két prózakötetet adott ki. Főleg műfordításokból élt. A Modern Orfeusz, (1960) című kötete ezeknek gazdag válogatása. Halálával nagyjából egyidőben jelent meg önéletrajzi regénytrilógiája, még később összegyűjtött verseinek kötete és memoárregénye, A gonosz angyal (Budapest, 1986).
Számos mese és gyermekvers szerzője volt.

## Művei
- Havas éjszakák (versek, Budapest, 1941)
- Auguste Corbeille csudálatos kalandjai (kisregény, Budapest, 1942)
- Auguste Corbeille és a halál (elbeszélés, Budapest, 1942)
- Nevesincs (mese, Budapest, 1942)
- Csillagos királylány (mese felnőtteknek, Budapest, 1943)
- Mese a Zöld Disznóról (Budapest, 1943)
- Viharok jönnek (versek, Budapest, 1943)
- Eszter könyve (versek, Budapest, 1946)
- Pillangós őszök (versek, Budapest, 1946)
- Puli Pali kalandjai (mese, Budapest, 1947)
- Játékos ifjúság (versek, Budapest, 1948)
- Vakarcs úrfi (mese, Budapest, 1948)
- Szemfüles könyv (verses képeskönyv, Budapest, 1949)
- Mostoha éveim (regényes önéletrajz, Budapest, 1958)
- Modern Orfeusz (válogatott műfordítások, Budapest, 1960) Online elérés
- A majomkirály (mesék, Budapest, 1963)
- Pacsaji csalafinta kalandjai (mese, Budapest, 1964)
- Futyuri mint detektív (meseregény, Budapest, 1968)
- 1 kutya, 2 cica (meseregények, Budapest, 1973)
- Két őszi csillag (versek, Budapest, 1973)
- A Nyugalmazott Elefánt Úr Birodalma (meseregény, Budapest, 1975)
- Don Makarémó, egy kulcslyukon keresztül (meseregény, Budapest, 1978)
- Puliszka és Juliska Plömplöm királynál (mesék, Budapest, 1979)
- Mostoha éveim – A garabonciás diák – Eszter (önéletrajzi regény-trilógia, Budapest, 1981)
- Összegyűjtött versei (Budapest, 1984)
- Muzsika Zsuzsika meséi (gyermekregény, Budapest, 1986)
- A gonosz angyal (memoár, Budapest, 1986)
- Kleofás, a didergő kis tojás; Móra, Budapest, 1992
- Őszi akvarell. Összegyűjtött versek; Argumentum, Budapest, 1994
- Három csöndes őzikéről; Tóth-M., Budapest, 1996
- Képtelen képes ABC; Ulpius-ház, Budapest, 2010
- A kéményseprő hóember; Pagony, Budapest, 2011
- Képtelen képes ABC; Móra Kiadó, Bp, 2016
- Don Makarémó, egy kulcslyukon keresztül; meseregény, Móra Kiadó, Bp, 2018
- A Nyugalmazott Elefánt Úr Birodalma; meseregény, Móra Kiadó, Bp, 2019

### Összegyűjtött versei
Összegyüjtött versei

## Szakirodalom
Tűz Tamás: Pillangós őszök. Végh György versei. Sorsunk 1943. szeptember